# Phylloptera esalqueana
Phylloptera esalqueana är en insektsart som beskrevs av Piza Jr. 1972. Phylloptera esalqueana ingår i släktet Phylloptera och familjen vårtbitare. Inga underarter finns listade i Catalogue of Life.